# Peliala zarabena
Peliala zarabena là một loài bướm đêm trong họ Erebidae.